# Cinégramme
Un cinégramme est une copie vidéo produite par un kinéscope.
Au Québec, plusieurs séries télévisées des années 1950 ne pourraient être visionnées aujourd'hui si Radio-Canada n'avait pas conservé des cinégrammes de ces émissions. Diffusée de 1954 à 1960, Le Survenant est un exemple connu. La série comptait 138 émissions, mais seulement quatre étaient sur cinégrammes. Elles ont été restaurées et copiées sur DVD en 2005.